# Тітков Микола Дмитрович
Микола Дмитрович Тітков (рос. Никола́й Дми́триевич Титко́в, нар. 18 серпня 2000, Рязань, Росія) — російський футболіст, атакувальний півзахисник клубу «Локомотив» (Москва).
На правіах оренди виступає за клуб «Оренбург».

## Ігрова кар'єра
Уродженець Рязані Микола Тітков є вихованцем футбольної академії московського «Локомотива», куди він приєднався у 2018 році. З 2019 року футболіст почав виступати за дублюючий склад «Локомотива» клуб «Казанка» у Другому дивізіоні.
У вересні 2019 року у матчі на Кубок країни Микола Тітков дебютував у першій команді «Локомотива». У матчах чемпіонату РПЛ футболіст вперше вийшов в основі у грудні 2020 року.
Зігравши у складі «Локомотива» лише чотири гри, надалі для набору ігрової практики Тітков на правах оренди відправився у клуб «Оренбург», у складі якого і дебютував у ФНЛ. В сезоні 2021/22 разом з «Оренбургом» Тітков став бронзовим призером ФНЛ і в еперходних іграх виборов право на підвищення в класі.

## Титули
Локомотив (Москва)
 Переможець Кубка Росії: 2020/21
Оренбург
 Бронзовий призер ФНЛ: 2021/22